# San Martín de los Manantiales
San Martín de los Manantiales är en ort i Mexiko, tillhörande kommunen Atlacomulco i den nordvästra delen av delstaten Mexiko, i den centrala delen av landet. Orten hade 145 invånare vid folkräkningen 2010.